# Thomas Pirckheimer
Thomas Pirckheimer (* 1418/1417 in Nürnberg; † 1473 in Regensburg) war ein deutscher Jurist und Frühhumanist.
Thomas war der jüngste Sohn des Nürnberger Patriziers Franz Pirckheimer, wandte sich aber als erstes Mitglied der Familie dem Humanismus und der Rechtswissenschaft zu. Damit begründete er eine Familientradition, die sich bis zu ihrem letzten und bekanntesten Vertreter – Willibald Pirckheimer – fortsetzte. Früh fand er deshalb die Aufmerksamkeit der Forschung. Er trat in den Dienst des Nürnberger Rates und der bayerischen Herzöge und verfolgte zugleich eine kirchliche Karriere, in deren Verlauf er hohe Positionen in deutschen Domkapiteln und an der römischen Kurie erlangte. Am Höhepunkt seiner Laufbahn wirkte er unter Pius II. für einige Monate in der päpstlichen Kanzlei. In seinem Nachlass hat sich eine umfangreiche Sammlung humanistischer Texte erhalten, in der neben Cicero vor allem zeitgenössische Verfasser aus Pavia und bekanntere Frühhumanisten wie Guarino da Verona, Leonardo Bruni, Antonio Beccadelli und Poggio Bracciolini vertreten sind.